# The Singles Collection, Volume 1
The Singles Collection, Volume 1 è una raccolta del gruppo celtic punk/folk punk statunitense Dropkick Murphys.
È la versione americana di The Early Years, che è stato pubblicato in Europa, ma con alcuni cambiamenti di tracce. Questo disco contiene tutto ciò che è stato registrato prima dell'album di debutto, Do or Die, escluso l'EP Boys on the Docks e le tracce dal vivo.

## Informazioni sulle canzoni
L'album contiene 5 cover: Career Opportunities, Guns of Brixton e White Riot dei The Clash; Billy Bones dei The Pogues ed I've Had Enough degli Slapshot.
| Tracce | Originariamente su                                                                                               |
| ------ | --- |
| 1,2    | Dropkick Murphys/Ducky Boys Split 7 inch pubblicato nel luglio 1996                                              |
| 3-6    | Tattoos and Scally Caps pubblicato nel febbraio 1997                                                             |
| 7-10   | Fire and Brimstone pubblicato nel febbraio 1997                                                                  |
| 11,12  | Dropkick Murphys/Bruisers Split 7 inch pubblicato nel settembre 1997                                             |
| 13,14  | Anti-Heros vs Dropkick Murphys pubblicato nel novembre 1997                                                      |
| 15-23  | N/A - Registrate live alla festa per la pubblicazione di Do or Die l'8 febbraio 1998 a Cambridge (Massachusetts) |
| 24     | N/A - Registrate live al Boston Pride show nel novembre 1997                                                     |

## Lista tracce
Tutte le tracce dei Dropkick Murphys eccetto dove indicato.
1. Barroom Hero – 3:09
2. Fightstarter Karaoke – 2:33
3. John Law – 2:15
4. Regular Guy – 1:53
5. 3rd Man In – 2:19
6. Career Opportunities (Live) (Joe Strummer, Mick Jones) – 1:53
7. Never Alone – 3:18
8. Take It Or Leave It – 2:02
9. Eurotrash – 1:36
10. Front Seat – 2:33
11. Denial – 2:24
12. Billy's Bones (Shane MacGowan) – 2:03
13. Road Of The Righteous – 2:50
14. Guns Of Brixton (Live) (Paul Simonon) – 2:47
15. Cadence To Arms (Live) (Traditional, Dropkick Murphys) – 2:26
16. Do Or Die (Live) – 1:48
17. In The Streets Of Boston (Live) – 1:14
18. Never Alone (Live) – 2:40
19. Get Up (Live) – 2:05
20. Far Away Coast (Live) – 2:46
21. Boys On The Docks (Live) – 2:53
22. Skinhead On The MBTA (Live) (canzone tradizionale, Dropkick Murphys) – 4:45
23. I've Had Enough (Live) (Jack Kelly, Slapshot) – 1:42
24. White Riot (Live) (Joe Strummer, Mick Jones) – 1:48

## Componenti
- Mike McColgan – voce
- Ken Casey – basso, voce
- Rick Barton – chitarra
- Matt Kelly – batteria